# Хухрянська сільська рада
Хухрянська сільська́ ра́да — колишній орган місцевого самоврядування в Охтирському районі Сумської області. Адміністративний центр — село Хухра.

## Загальні відомості
- Населення ради: 2 108 осіб (станом на 2001 рік)

## Населені пункти
Сільській раді підпорядковані населені пункти:
- с. Хухра
- с. Перемога
- с. Пилівка

## Склад ради
Рада складається з 16 депутатів та голови.
- Голова ради: Яцюк Михайло Васильович
- Секретар ради: Селегей Ганна Василівна

### Керівний склад попередніх скликань
| Прізвище, ім'я, по батькові | Основні відомості                                                        | Дата обрання | Дата звільнення |
| --------------------------- | ------------------------------------------------------------------------ | ------------ | --------------- |
| Жадан Ольга Іванівна        | Сільський голова, 1965 року народження, член Української Народної Партії | 26.03.2006   | 31.10.2010      |
| Яцюк Михайло Васильович     | Сільський голова, 1967 року народження, освіта вища, безпартійний        | 31.10.2010   |                 |

Примітка: таблиця складена за даними сайту Верховної Ради України